# Liste der Beiträge für den besten fremdsprachigen Film für die Oscarverleihung 2017
Die Liste der Beiträge für den besten fremdsprachigen Film für die Oscarverleihung 2017 führt alle für die Oscarverleihung 2017 bei der Academy of Motion Picture Arts and Sciences (AMPAS) für die Kategorie des besten fremdsprachigen Film eingereichten Filme. Insgesamt wurden 89 Filme eingereicht und damit ein neuer Teilnehmerrekord erreicht. Dabei wurde zum ersten Mal ein Film aus Jemen eingereicht.
Die Vorauswahl (Shortlist) von neun Filmen wurde im 15. Dezember 2016 bekanntgegeben, die fünf Nominierungen folgten am 24. Januar 2017. Nominiert wurden Australiens Tanna – Eine verbotene Liebe von Martin Butler und Bentley Dean, Dänemarks Unter dem Sand – Das Versprechen der Freiheit von Martin Zandvliet, Deutschlands Toni Erdmann von Martin Zandvliet, Irans The Salesman von Asghar Farhadi und Schwedens Ein Mann namens Ove von Hannes Holm. Von der Vorauswahl unberücksichtigt blieben Kanadas Einfach das Ende der Welt von Xavier Dolan, Norwegens The King’s Choice – Angriff auf Norwegen von Erik Poppe, Russlands Paradies von Andrei Kontschalowski sowie Schweiz’ Mein Leben als Zucchini von Claude Barras.
Die Verleihung fand am 22. Februar 2015 statt, bei der sich die Islamische Republik Iran mit Asghar Farhadis The Salesman durchsetzen konnte. Bereits 2012 konnte Iran den Preis in dieser Kategorie gewinnen, ebenfalls unter der Regie von Farhadi.

## Beiträge
| Land                    | Deutscher Verleihtitel                        | Originaltitel                                                       | Sprache(n)                                  | Regisseur(e)                              | Ergebnis        |
| ----------------------- | --------------------------------------------- | ------------------------------------------------------------------- | ------------------------------------------- | ----------------------------------------- | --------------- |
| Ägypten                 | Clash                                         | اشتباك (Eshtebak)                                                   | Arabisch                                    | Mohamed Diab                              | Nicht nominiert |
| Albanien                | Chromium                                      | Krom                                                                | Albanisch                                   | Bujar Alimani                             | Nicht nominiert |
| Algerien                | The Well                                      | Le puits                                                            | Französisch, Arabisch                       | Lotfi Bouchouchi                          | Nicht nominiert |
| Argentinien             | Der Nobelpreisträger                          | El Ciudadano Ilustre                                                | Spanisch                                    | Gastón Duprat, Mariano Cohn               | Nicht nominiert |
| Armenien                | Erdbeben                                      | երկրաշարժ (Zemletryasenie)                                          | Armenisch, Russisch                         | Sarik Andreasyan                          | Disqualifiziert |
| Australien              | Tanna – Eine verbotene Liebe                  | Tanna                                                               | Nauvhal                                     | Martin Butler, Bentley Dean               | Nominiert       |
| Bangladesch             | Oggatonama                                    | অজ্ঞাতনামা (Oggatonama)                                                 | Bengali                                     | Toukir Ahmed                              | Nicht nominiert |
| Belgien                 | The Ardennes – Ohne jeden Ausgang             | D’Ardennen                                                          | Niederländisch                              | Robin Pront                               | Nicht nominiert |
| Bolivien                | Carga Sellada                                 | Carga Sellada                                                       | Spanisch                                    | Julia Vargas-Weise                        | Nicht nominiert |
| Bosnien und Herzegowina | Tod in Sarajevo                               | Smrt u Sarajevu                                                     | Bosnisch, Französisch                       | Danis Tanović                             | Nicht nominiert |
| Brasilien               | Pequeno segredo                               | Pequeno segredo                                                     | Portugiesisch                               | David Schurmann                           | Nicht nominiert |
| Bulgarien               | Losers                                        | Каръци (Karatsi)                                                    | Bulgarisch                                  | Iwajlo Christow                           | Nicht nominiert |
| Chile                   | Neruda                                        | Neruda                                                              | Spanisch                                    | Pablo Larraín                             | Nicht nominiert |
| Volksrepublik China     | Xuan Zang                                     | 大唐玄奘 (Da Tang Xuan Zang)                                        | Mandarin                                    | Huo Jianqi                                | Nicht nominiert |
| Costa Rica              | Entonces Nosotros                             | Entonces Nosotros                                                   | Spanish                                     | Hernán Jiménez                            | Nicht nominiert |
| Dänemark                | Unter dem Sand – Das Versprechen der Freiheit | Under sandet                                                        | Dänisch, Deutsch                            | Martin Zandvliet                          | Nominiert       |
| Deutschland             | Toni Erdmann                                  | Toni Erdmann                                                        | Deutsch, Englisch, Rumänisch                | Maren Ade                                 | Nominiert       |
| Dominikanische Republik | Flor de Azúcar                                | Flor de Azúcar                                                      | Spanisch                                    | Fernando Báez Mella                       | Nicht nominiert |
| Ecuador                 | Sin muertos no hay Carnaval                   | Sin Muertos No Hay Carnaval                                         | Spanisch                                    | Sebastián Cordero                         | Nicht nominiert |
| Estland                 | Mutter                                        | Ema                                                                 | Estnisch                                    | Kadri Kõusaar                             | Nicht nominiert |
| Finnland                | Der glücklichste Tag im Leben des Olli Mäki   | Hymyilevä mies                                                      | Finnisch                                    | Juho Kuosmanen                            | Nicht nominiert |
| Frankreich              | Elle                                          | Elle                                                                | Französisch                                 | Paul Verhoeven                            | Nicht nominiert |
| Georgien                | Das Haus der Anderen                          | სხვისი სახლი (Skhvisi sakhli)                                       | Georgisch                                   | Russudan Glurdschidse                     | Nicht nominiert |
| Griechenland            | Chevalier                                     | Chevalier                                                           | Griechisch                                  | Athina Rachel Tsangari                    | Nicht nominiert |
| Hongkong                | Port of Call                                  | 踏血尋梅 (Dap huet cam mui)                                         | Kantonesisch, Mandarin                      | Philip Yung                               | Nicht nominiert |
| Indien                  | Visaranai                                     | விசாரணை (Visaranai)                                                    | Tamil                                       | Vetrimaaran                               | Nicht nominiert |
| Indonesien              | Surat dari Praha                              | Surat dari Praha                                                    | Indonesisch                                 | Angga Dwimas Sasongko                     | Nicht nominiert |
| Iran                    | The Salesman                                  | فروشنده                                                             | Persisch                                    | Asghar Farhadi                            | Gewonnen        |
| Irak                    | El Clásico                                    | ئێل کلاسیکۆ (El Clásico)                                            | Kurdisch                                    | Halkawt Mustafa                           | Nicht nominiert |
| Island                  | Sparrows                                      | Þrestir                                                             | Isländisch                                  | Rúnar Rúnarsson                           | Nicht nominiert |
| Israel                  | Sandsturm                                     | סופת חול (Sufat Chol)                                               | Arabisch                                    | Elite Zexer                               | Nicht nominiert |
| Italien                 | Seefeuer                                      | Fuocoammare                                                         | Italienisch                                 | Gianfranco Rosi                           | Nicht nominiert |
| Japan                   | Haha to kuraseba                              | 母と暮せば (Haha to kuraseba)                                       | Japanisch                                   | Yōji Yamada                               | Nicht nominiert |
| Jemen                   | I Am Nojoom, Age 10 and Divorced              | أنا نجوم بنت العاشره ومطلقة (Ana Nojoom bent alasherah wamotalagah) | Arabisch                                    | Khadija al-Salami                         | Nicht nominiert |
| Jordanien               | 3000 Nights                                   | 3000 ليلة (3000 Layla)                                              | Arabisch, Hebräisch                         | Mai Masri                                 | Nicht nominiert |
| Kambodscha              | Before the Fall                               | មុនពេលបែកបាក់ (Before the Fall)                                          | Khmer, Englisch, Französisch                | Ian White                                 | Nicht nominiert |
| Kanada                  | Einfach das Ende der Welt                     | Juste la fin du monde                                               | Französisch                                 | Xavier Dolan                              | Vorauswahl      |
| Kasachstan              | Amanat                                        | Аманат (Amanat)                                                     | Kasachisch, Russisch                        | Satybaldy Narymbetow                      | Nicht nominiert |
| Kolumbien               | Alias Maria                                   | Alias María                                                         | Spanisch                                    | José Luis Rugeles Gracia                  | Nicht nominiert |
| Kosovo                  | Home Sweet Home                               | Home Sweet Home                                                     | Albanisch                                   | Faton Bajraktari                          | Nicht nominiert |
| Kirgisistan             | Vaters Vermächtnis                            | Атанын керээзи (Atanyn Kereezi)                                     | Kirgisisch                                  | Bakyt Mukul, Dastan Japar Uulu            | Nicht nominiert |
| Kroatien                | S one strane                                  | S one strane                                                        | Kroatisch                                   | Zrinko Ogresta                            | Nicht nominiert |
| Kuba                    | Der Begleiter                                 | El acompañante                                                      | Spanisch                                    | Pavel Giroud                              | Nicht nominiert |
| Lettland                | Ausma                                         | Ausma                                                               | Lettisch                                    | Laila Pakalniņa                           | Nicht nominiert |
| Libanon                 | Der große Dreh                                | فيلم كتير كبير (Film Kteer Kbeer)                                   | Libanesisch-Arabisch, Französisch, Englisch | Mir-Jean Bou Chaaya                       | Nicht nominiert |
| Litauen                 | Senekos diena                                 | Senekos diena                                                       | Litauisch, Russisch, Estnisch               | Kristijonas Vildziunas                    | Nicht nominiert |
| Luxemburg               | Das Gebet                                     | La Supplication                                                     | Französisch                                 | Pol Cruchten                              | Nicht nominiert |
| Malaysia                | Redha                                         | Redha                                                               | Malaysisch                                  | Tunku Mona Riza                           | Nicht nominiert |
| Marokko                 | Massafat Mile Bihidayi                        | مسافة ميل بحذائي (Massafat Mile Bihidayi)                           | Arabisch                                    | Said Khallaf                              | Nicht nominiert |
| Nordmazedonien          | Osloboduvanje na Skopje                       | Ослободување на Скопје (Osloboduvanje na Skopje)                    | Mazedonisch, Deutsch, Bulgarisch            | Danilo Šerbedžija, Rade Šerbedžija        | Nicht nominiert |
| Mexiko                  | Desierto – Tödliche Hetzjagd                  | Desierto                                                            | Spanisch, Englisch                          | Jonás Cuarón                              | Nicht nominiert |
| Montenegro              | Igla isod praga                               | Igla ispod praga                                                    | Montenegisch                                | Ivan Marinovic                            | Nicht nominiert |
| Nepal                   | Kalo pothi - die schwarze Henne               | कालो पोथी (Kalo Pothi)                                                  | Nepali                                      | Min Bahadur Bham                          | Nicht nominiert |
| Neuseeland              | A Flickering Truth                            | A Flickering Truth                                                  | Persisch                                    | Pietra Brettkelly                         | Nicht nominiert |
| Niederlande             | Tonio                                         | Tonio                                                               | Niederländisch                              | Paula van der Oest                        | Nicht nominiert |
| Norwegen                | The King’s Choice – Angriff auf Norwegen      | Kongens nei                                                         | Norwegisch, Dänisch, Deutsch                | Erik Poppe                                | Vorauswahl      |
| Österreich              | Vor der Morgenröte                            | Vor der Morgenröte                                                  | Deutsch                                     | Maria Schrader                            | Nicht nominiert |
| Pakistan                | Mah e Mir                                     | ماہ میر (Mah e Mir)                                                 | Urdu                                        | Anjum Shahzad                             | Nicht nominiert |
| Palästina               | Ein Lied für Nour                             | يا طير الطاير                                                       | Arabisch, Spanisch                          | Hany Abu-Assad                            | Nicht nominiert |
| Panama                  | Salsipuedes                                   | Salsipuedes                                                         | Spanisch                                    | Ricardo Aguilar Navarro, Manuel Rodríguez | Nicht nominiert |
| Peru                    | Videofilia: y otros síndromes virales         | Videofilia: y otros síndromes virales                               | Spanisch, Englisch                          | Juan Daniel Fernández                     | Nicht nominiert |
| Philippinen             | Ma' Rosa                                      | Ma' Rosa                                                            | Tagalog                                     | Brillante Mendoza                         | Nicht nominiert |
| Polen                   | Powidoki                                      | Powidoki                                                            | Polnisch                                    | Andrzej Wajda                             | Nicht nominiert |
| Portugal                | Briefe aus dem Krieg                          | Cartas da Guerra                                                    | Portugiesisch                               | Ivo Ferreira                              | Nicht nominiert |
| Rumänien                | Sieranevada                                   | Sieranevada                                                         | Rumänisch                                   | Cristi Puiu                               | Nicht nominiert |
| Russland                | Paradies                                      | Рай (Ray)                                                           | Russisch, Deutsch, Französisch, Yiddisch    | Andrei Kontschalowski                     | Vorauswahl      |
| Saudi-Arabien           | Barakah Meets Barakah                         | بركة يقابل بركة (Barakah yoqabil Barakah)                           | Arabisch                                    | Mahmoud Sabbagh                           | Nicht nominiert |
| Schweden                | Ein Mann namens Ove                           | En man som heter Ove                                                | Schwedisch                                  | Hannes Holm                               | Nominiert       |
| Schweiz                 | Mein Leben als Zucchini                       | Ma vie de Courgette                                                 | Französisch                                 | Claude Barras                             | Vorauswahl      |
| Serbien                 | Dnevnik masinovodje                           | Дневник машиновође (Dnevnik masinovodje)                            | Serbisch                                    | Miloš Radović                             | Nicht nominiert |
| Singapur                | Am Strang                                     | Apprentice                                                          | Malaysisch, Englisch                        | Boo Junfeng                               | Nicht nominiert |
| Slowakei                | Eva Nová                                      | Eva Nová                                                            | Slowakisch                                  | Marko Škop                                | Nicht nominiert |
| Slowenien               | Houston, wir haben ein Problem!               | Houston, imamo problem!                                             | Slowenisch, Serbisch, Kroatisch, Englisch   | Žiga Virc                                 | Nicht nominiert |
| Spanien                 | Julieta                                       | Julieta                                                             | Spanisch                                    | Pedro Almodóvar                           | Nicht nominiert |
| Südafrika               | Noem My Skollie                               | Noem My Skollie                                                     | Afrikaans                                   | Daryne Joshua                             | Nicht nominiert |
| Südkorea                | The Age of Shadows                            | 밀정 (Miljeong)                                                     | Koreanisch                                  | Kim Jee-woon                              | Nicht nominiert |
| Taiwan                  | Lokah Laqi                                    | 只要我長大 (Lokah Laqi)                                             | Mandarin                                    | Laha Mebow                                | Nicht nominiert |
| Thailand                | Apatti                                        | อาปัติ                                                                | Thailändisch                                | Kanittha Kwanyu                           | Nicht nominiert |
| Tschechien              | Lost in München                               | Ztraceni v Mnichově                                                 | Tschechisch                                 | Petr Zelenka                              | Nicht nominiert |
| Türkei                  | Kalandar Soğuğu                               | Kalandar Soğuğu                                                     | Türkisch                                    | Mustafa Kara                              | Nicht nominiert |
| Ungarn                  | Kills on Wheels                               | Tiszta szívvel                                                      | Ungarisch                                   | Attila Till                               | Nicht nominiert |
| Ukraine                 | Ukrainian Sheriffs                            | Українські шерифи                                                   | Ukrainisch                                  | Roman Bondartschuk                        | Nicht nominiert |
| Vereinigtes Königreich  | Under the Shadow                              | زیر سایه (Zir-e Sayeh)                                              | Persisch                                    | Babak Anvari                              | Nicht nominiert |
| Uruguay                 | Migas de pan                                  | Migas de pan                                                        | Spanisch                                    | Manane Rodriguez                          | Nicht nominiert |
| Venezuela               | Caracas, eine Liebe                           | Desde allá                                                          | Spanisch                                    | Lorenzo Vigas                             | Nicht nominiert |
| Vietnam                 | Gelbe Blumen auf grünem Gras                  | Tôi thấy hoa vàng trên cỏ xanh                                      | Vietnamesisch                               | Victor Vu                                 | Nicht nominiert |